# Khajuraho

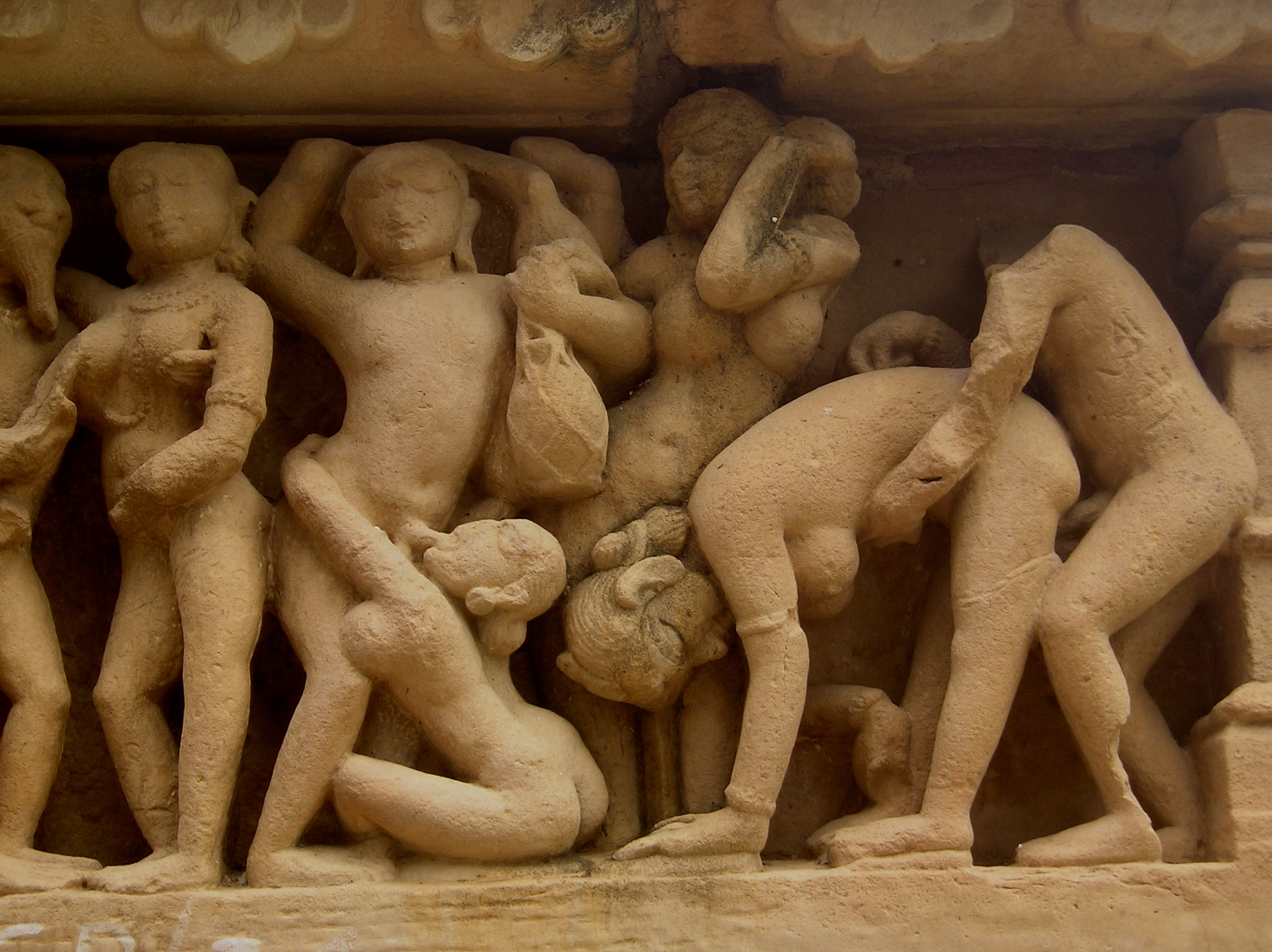
Detal ze świątyni Lakszmany

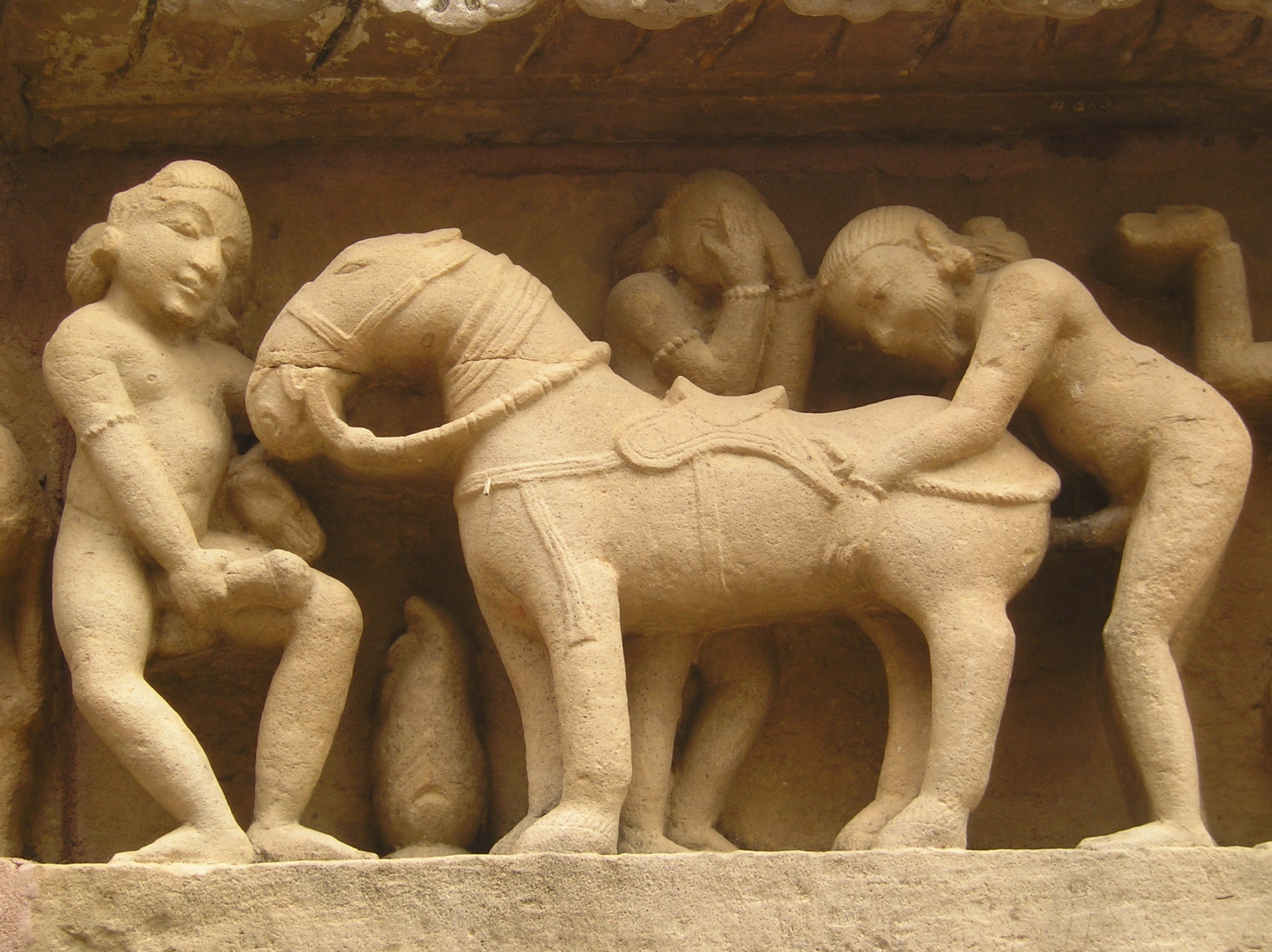
Detal ze świątyni Lakszmany

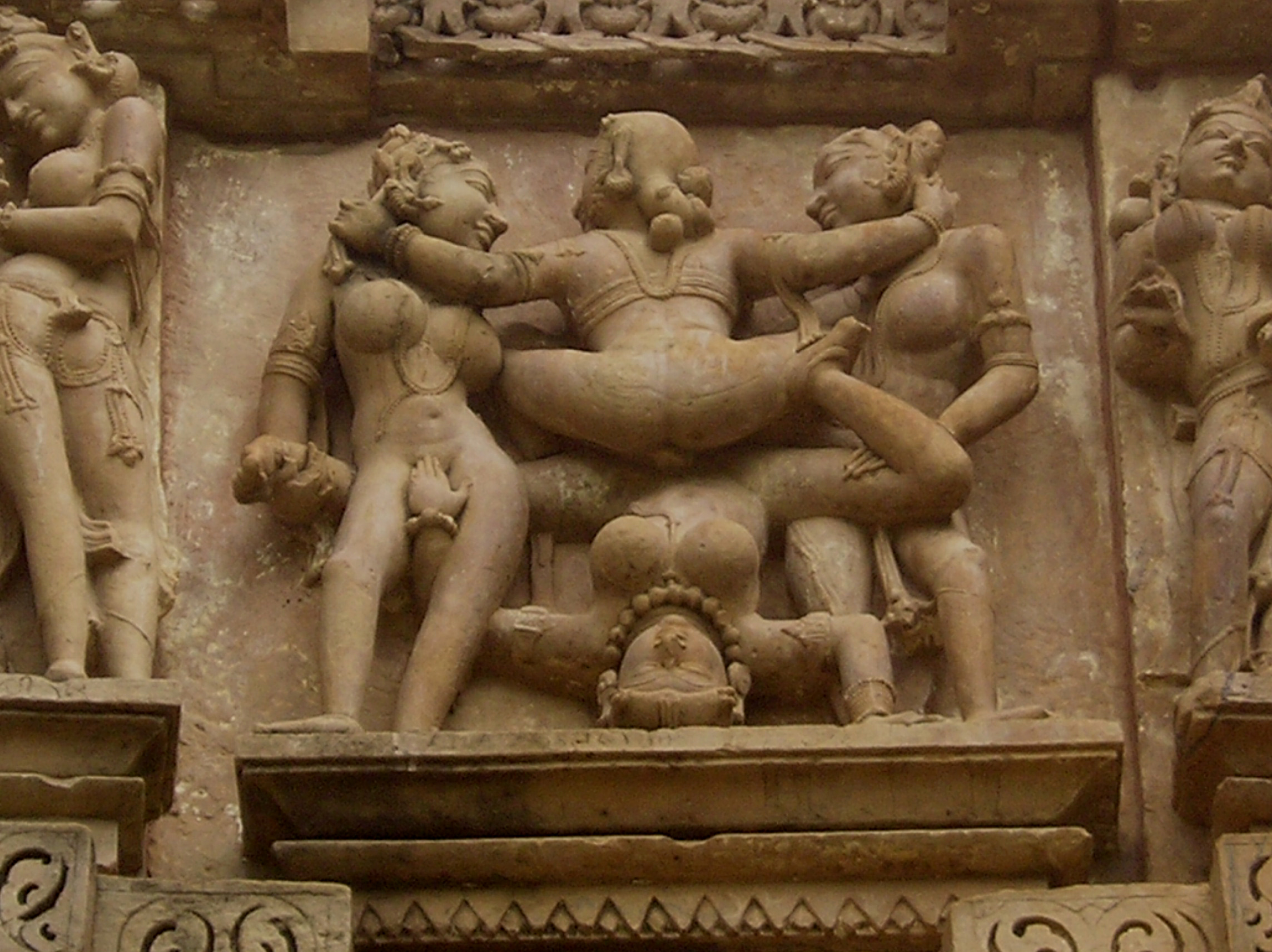
Detal ze świątyni Kandarija Mahadew

Khajuraho (hindi खजुराहो, Khadźuraho) – miejscowość w Indiach w stanie Madhya Pradesh, nad rzeką Khudar, słynąca z zespołu hinduistycznych świątyń wzniesionych między IX a XII w. przez władców z dynastii Ćandelów.
Według legendy pierwotnie w skład zespołu wchodziło osiemdziesiąt pięć świątyń, do dziś zachowało się mniej niż dwadzieścia. Najbardziej znane świątynie to:
Grupa zachodnia (najbardziej znana):
- świątynia Kandarija Mahadewy
- Ćitragupta
- Dewi Dźagadamba
- Wiśwanatha
- Lakszmana

Grupa wschodnia:
- Parśwanatha
- Adinatha
- Dźawari

Grupa południowa:
- Ćaturbhudź
- Duladewa

Wszystkie świątynie ułożone były na osi wschód-zachód. Charakteryzują się dodatkowo portykiem od strony zachodniej do którego prowadzą długie schody. Do portyku przylega sala dla wiernych i sanktuarium. Architektura świątyń symbolizuje świętą górę Meru. Przedmiot kultu w świątyni zwrócony był zawsze ku wschodowi,
Swą sławę zespół zawdzięcza szczególnie bardzo bogatej dekoracji rzeźbiarskiej zewnętrznych ścian świątyń. Tworzą ją rytmiczne układy splątanych ze sobą postaci. Wiele z nich ma charakter erotyczny, nieraz bardzo śmiały. Wiąże się to ze specyfiką lokalnego hinduizmu. Ćandelowie bowiem popierali skrajne sekty tantryczne, jak kapalikowie, kaulowie, kalamukhowie, czy zwolennicy kultu Sześćdziesięciu Czterech Jogiń. W skład ich pobożności wchodziły również rytuały orgiastyczne, zwane mithuna, wiążące się z zawieszeniem uznawanych norm moralnych. Zespół świątynny został wpisany w roku 1986 na listę światowego dziedzictwa UNESCO.